# Svenska mästerskapet i ishockey för damer 1990
Svenska mästerskapet i ishockey för damer 1990 var det tredje svenska mästerskapet i ishockey för damer. Sedan förra säsongen hade man organiserat om turnering. Istället för att spelas som cup höll man poolspel i tre grupper. Segrarna i de tre gruppspelen var kvalificerade till SM-slutspel tillsammans med segraren av Division I Södra.

## Poolspel
| - Brynäs IF–Hedemora SK 11–2 - Nacka HK–Vallentuna BK 4–0 - Nacka HK–Brynäs IF 10–0 - Vallentuna BK–Hedemora SK 7–1 - Nacka HK–Hedemora SK 20–0 - Vallentuna BK–Brynäs IF 6–1 Final - Nacka HK–Vallentuna BK 6–1 | - FoC Farsta–Västerhaninge IF 4–0 - Södertälje SK–Lindlövens IF 9–0 - FoC Farsta–Lindlövens IF 15–0 - Södertälje SK–Västerhaninge IF 4–1 - FoC Farsta–Södertälje SK 4–1 - Västerhaninge IF–Lindlövens IF 4–1 Final - FoC Farsta–Södertälje SK 3–0 |

### Poolspel C
| Grupp 1 - KB 65–Team Kiruna IF 6–2 - Brunflo IK–Team Kiruna IF 1–0 - Brunflo IK–KB 65 3–1 Final - Modo HK–Brunflo IK 10–0 | Grupp 2 - Husums IF–Örnsköldsviks SK 8–0 - Modo HK–Husums IF 7–1 - Modo HK–Örnsköldsviks SK 18–0 |

## SM-slutspel
Till SM-slutspelet var vinnarna från poolgrupperna kvalificerade tillsammans med Alvesta SK som vunnit Division I Södra.
|  | Semifinaler | Semifinaler |            |   | Final | Final |
|  |             |             |            |   |       |       |
|  | 0           |             |            |   |       |       |
|  |             |             |            |   |       |       |
|  | Nacka HK    | 3           |            |   |       |       |
|  | Nacka HK    | 3           | 0          |   |       |       |
|  | FoC Farsta  | 1           |            |   |       |       |
|  | FoC Farsta  | 1           | Nacka HK   | 7 |       |       |
|  | 0           |             | Nacka HK   | 7 |       |       |
|  |             | Alvesta SK  | 0          |   |       |       |
|  | Alvesta SK  | Alvesta SK  | 0          | 5 |       |       |
|  | Alvesta SK  |             |            | 5 |       |       |
|  | Modo HK     | 1           |            |   |       |       |
|  | Modo HK     | 1           | Bronsmatch |   |       |       |
|  |             |             |            |   |       |       |
|  | 0           |             |            |   |       |       |
|  |             |             |            |   |       |       |
|  | FoC Farsta  | 5           |            |   |       |       |
|  | FoC Farsta  | 5           |            |   |       |       |
|  | Modo HK     | 2           |            |   |       |       |